# Uma História de Amor e Fúria
Uma História d'Amor e Fúria és una pel·lícula d'animació brasilera, del gènere de ciència-ficció, escrita i dirigida per Luiz Bolognesi. La pel·lícula està produïda per Gullane e Buriti Filmes, amb una coproducció de Lightstar Studios.
Es va estrenar el 5 d'abril d'2013 als cinemes brasilers i als portuguesos el 26 d'febrer d'2015. La trama explica la història d'un home que fa 600 anys que viu al Brasil. El protagonista passa per moments importants de la història del país, des dels conflictes dels pobles indígenes del Brasil en el moment de l'arribada dels europeus, passant per la Balaiada, al Maranhão, passant per dictadura militar i la guerra per l'aigua en un futur no tan llunyà el 2096.
Uma História d'Amor e Fúria va guanyar el primer premi al Festival de Cinema d'Animació d'Annecy a França, convertint-se en la primera animació brasilera seleccionada per a aquesta competició. Va ser una d'les 19 pel·lícules nominades a l'Oscar a la millor pel·lícula d'animació als Premis Oscar 2014.

## Argument
El 1566 a l'actual Brasil, l'indi Abeguar i la seva amiga Janaína de la tribu dels tupinambá fugen d'un jaguar saltant d'un penya-segat, on Abeguar aconsegueix sobrevolar misteriosament els arbres salvant les vides dels dos. El xaman del poble li diu a Abeguar que Anhangá (esperit d'mort i destrucció) vindrà i dominarà la terra on viuen, i li adverteix que només quan Abeguar aprengui a enfrontar-se a ell podrà tornar a volar; A més, no podrà morir fins que això no passi. L'endemà, el cacic Piatã diu que ells i els francesos atacaran els portuguesos a Bertioga. A la nit, el xaman torna a aparèixer i avisa que l'atac no es pot dur a terme sinó els portuguesos reaccionaran. Piatã no escolta i, dies després, els portuguesos, juntament amb els Tupiniquins, ataquen les naus franceses i massacren el poble. Abeguar, Janaína i alguns nens aconsegueixen escapar, però Janaína és assassinada i els nens són esclavitzats pels portuguesos, que van fundar el poble de São Sebastião do Rio de Janeiro. Abeguar salta del cim del Corcovado i es transforma en un ocell.
El 1825, Abeguar torna a trobar Janaína (en un altre cos) a Maranhão i es transforma de nou, reencarnat com a Manuel. Casats i amb dues filles, estan constantment oprimits pel govern. Després qu'la seva filla gran sigui violada per un oficial, participa en una revolta i es fa càrrec de la ciutat de Caxias. El coronel Luís Alves més tard aconsegueix expulsar-los i comença a perseguir els rebels sense parar. Manuel és assassinat i Janaína i les noies són esclavitzades fins qu'moren d'malaltia. Carinama, Set'Estrelas i Raio sobreviuen i inicien el cangaço al sertão i Luís és condecorat i esdevé duc de Caxias.
El 1968 a Rio de Janeiro, Manuel (ara com Cau) i Janaína lluiten contra el règim militar de la dictadura militar brasilera. La Janaína està sortint amb Júnior, el líder de la guerrilla. Després d'una operació, són capturats per la policia, i l'exèrcit amenaça de torturar Janaína si Cau no revela la ubicació de la base. A la presó, Cau fa amistat amb Feijão, mentre que Júnior i els altres comencen a odiar-lo. El 1980, després d'passar set anys a la presó, Janaína es casa i té un fill amb Júnior, Cau es converteix en professor a una favela i Feijão es converteix en milicià. La policia apareix després que el grup de Bean cometi un robatori a un banc i Cau mor en el tiroteig.
El 2096, el planeta pateix una greu escassetat d'aigua. Rio de Janeiro s'ha convertit en la ciutat més avançada del món gràcies a l'empresa AquaBras, qu'controla l'aigua de l'aqüífer guaraní, i a la milícia privada, una corporació d'seguretat extremadament violenta. Cau es reencarna com a JC, un periodista d'gran renom qu'es queixa d'la desigualtat a la ciutat, i Janaína es reencarna com una guerrillera qu'treballa com a prostituta. La Janaína i el seu grup prenen com a ostatge el CEO d'AquaBras i organitzen qu'la milícia el mati per accident, destruint la seva reputació. JC la salva de ser disparada i els dos salten per la finestra de la seu de l'empresa, i JC finalment pot tornar a volar.

## Repartiment
- Selton Mello com Guerrer Immortal
- Camila Pitanga com Janaína
- Rodrigo Santoro com Piatã / Júnior

## Producció
El 2001, quan el guionista i director Luiz Bolognesi va participar en la producció de la pel·lícula Bicho de Sete Cabeças, es va preguntar què volia fer just després d'acabar el treball. I el que més volia produir era un llargmetratg'd'animació. "Tinc dues passions, que són els còmics i la història del Brasil. Així que vaig decidir fer una pel·lícula que barrejava aquestes dues coses", va dir Bolognesi. Inicialment la pel·lícula s'anomenaria Lutas i, més tard, es va canviar el títol a Rio 2096, i poc després finalment es va anunciar que seria Uma História d'Amor 'Fúria.
A més de l'estil i el llenguatge del còmic, la pel·lícula també es va inspirar en el manga i altres dibuixos de Corea del Sud, en una tradició que prové de l'anime. Luis Bolognesi no volia fer una animació totalment feta per ordinador, així que va decidir fer la pel·lícula amb la tècnica clàssica d'animació, llapis sobre paper. Bolognesi va dur a terme una àmplia investigació amb professionals dels camps de la història i l'antropologia per definir quins períodes d'la història brasilera s'esmentaria a la pel·lícula.

## Recepció

### Taquilla
A partir del 5 d'abril d'2013, Uma História d'Amor e Fúria havia estat vista per 8.438 persones, recaptant així R$ 110 mil reals en la seva setmana d'estrena.

### Crítica
Segons el web AdoroCinema, Uma História d'Amor e Fúria va rebre crítiques generalment positives dels Crítics experts, aconseguint una mitjana de 3,4 sobre 5 estrelles, segons 12 crítiques publicades al premsa. Adriana Cruz de Cinema com Rapadura va escriure: "La trama està ben construïda i veure la història d'Brasil tan clarament i tan ben dissenyada en animació mostra una nova àrea cinematogràfica qu'cal explorar més i, qui sap, ampliar al nostre país". Wilker Medeiros de CinePOP va dir qu'el "romanç d'la pel·lícula aconsegueix anar més enllà i coquetejar". amb temes extremadament complexos i controvertits com ara política, prejudicis i visions històriques intencionadament equivocades".
Mariane Morisawa, del website Preview, va sostenir que "la idea és millor que la realització, però és un bon camí a seguir", mentre que Marcelo Hessel, del lloc Omelete, va tenir una avaluació menys positiva. Per a Hessel, la pel·lícula és "més un provocador arranjament de comptes amb el passat que una revisió políticament correcta de la història del Brasil". El crític també ha lamentat la manca de desenvolupament d'les històries, mostrades per segments, i el to "didàctic" queassumeix la pel·lícula.

### Premis i nominacions
| Any  | Premi                                             | Categoria         | País                     | Resultat  |
| ---- | ------------------------------------------------- | ----------------- | ------------------------ | --------- |
| 2013 | Festival de Cinema d'Animació d'Annecy            | Millor pel·lctula | França                   | Guanyador |
| 2013 | Festival Europeu de Cinema Fantàstic d'Estrasburg | Premi del Públic  | França                   | Guanyador |
| 2013 | 4th Brapeq Brazilian Film Festival in China       | Millor pel·lícula | Brasil ' R.P. de la Xina | Guanyador |